# Maya (Navarra)
Maya (Amaiur en euskera y oficialmente Amaiur/Maya) es un lugar de la Comunidad Foral de Navarra (España), situado en el valle del Baztán, en la Merindad de Pamplona y a 65 km de Pamplona.

## Historia
Ya en el siglo XII aparece con el nombre de Amaiur, como una de las "tenencias" o distritos nobiliarios del reino de Navarra.
Fue villa en 1665 cuando se segregó del Baztán. Hasta la reforma de la nomenclatura municipal de 1916 el municipio se llamaba simplemente Maya. En dicha fecha su nombre fue modificado por el de Maya del Baztán. El municipio desapareció en 1969 al integrarse en el término de Baztán.
En lo alto de su monte Gaztelu, se encontraba el Castillo de Maya en donde se produjo una de las últimas resistencias de los navarros a la Conquista de Navarra. En el lugar del castillo hay un monolito en recuerdo a estos. En julio de 2007 se inauguró, además, el Monumento al Resistente Desconocido, impulsado por el ayuntamiento del valle, que se encuentra en el pueblo, al pie del monte.

## Demografía
| Gráfica de evolución demográfica de Maya del Baztán entre 1842 y 1960 |
| |
| Población de derecho según los censos de población del INE Población de hecho según los censos de población del INEEn estos censos se denominaba Maya: 1842, 1857, 1860, 1877, 1887, 1897, 1900 y 1910 Entre el censo de 1970 y el anterior, este municipio desaparece porque se integra en el municipio 31050 (Baztán) en el año 1969 |

| 2000 | 2001 | 2002 | 2003 | 2004 | 2005 | 2006 | 2007 | 2008 | 2009 | 2010 |
| ---- | ---- | ---- | ---- | ---- | ---- | ---- | ---- | ---- | ---- | ---- |
| 264  | 261  | 256  | 257  | 253  | 253  | 259  | 268  | 274  | 282  | 284  |